# Chamaesieae
Tribu
Les Chamaesieae sont une tribu de plantes à fleurs de la sous-famille des Apioideae dans la famille des Apiaceae.

## Nom
La tribu des Chamaesieae est décrite par les botanistes chinois J. Zhou & F.D. Pu (2009?).

## Liste des genres
- Chamaesium
- Shrirangia